# Slikkerveer
Slikkerveer est un village de la commune néerlandaise de Ridderkerk, dans la province de la Hollande-Méridionale. Le 1er janvier 2007, le village comptait 8 230 habitants.
Slikkerveer est situé sur l'île d'IJsselmonde, près du confluent du Noord et du Lek, là où naît la Nouvelle Meuse.